# Menjamel gràcil
El menjamel gràcil (Microptilotis gracilis) és una espècie d'ocell de la família dels melifàgids (Meliphagidae). Ha estat inclòs al gènere Meliphaga.
Habita boscos poc densos i manglars del sud de Nova Guinea, illes Aru, illes de l'Estret de Torres i la Península del Cap York.

## Taxonomia
Antany s'incloïen algunes subespècies que avui són considerades espècie de ple dret, és el cas de Meliphaga cinereifrons que va ser reubicada pel Congrés Ornitològic Internacional seguint Norman et al. 2007 i Christidis i Boles 2008. Més recentment també ha passat a ser considerada una espècie Microptilotis imitatrix, seguint Nielsen 2018.